# 독립영화협의회
독립영화협의회(대표 낭희섭)는 1990년에 창설된 대한민국 최초의 독립영화기구체이다. 독립영화인들을 위한 최적의 교육양성프로그램인 '독립영화워크숍'을 창립 이래 20년이 넘도록 계속 운영해 오고있다. 이를 통해 독립영화는 물론 상업영화에 이르기까지, 또한 영화작업의 전 분야에 걸쳐 수많은 현역 영화인들을 배출했으며 한국영화계에 귀중한 밑거름 역할을 해오고있다. 아울러 영화공동체(대표 윤중목)와 함께 '독립영화발표회' 및 '독립영화의 재발견'이라는 독립영화 상영시사회를 주간 혹은 월간행사로 20년 넘게 진행했다. 독립영화와 일반대중들과의 접점을 확장했다는 평가를 받는다.

## 협의회활동
본 협의회의 주력사업인 '독립영화워크숍' 외에도 '독립영화발표회', '독립영화학당'을 병행운영하고 있으며, 관련 사이트는 '독립영화워크숍'=http://inde1990.cyworld.com 보관됨 2019-09-11 - 웨이백 머신, '독립영화발표회'=http://indefilms.cyworld.com%5B깨진+링크(과거+내용+찾기)%5D, '독립영화학당'=http://directors.cyworld.com,이다%5B깨진+링크(과거+내용+찾기)%5D.